# سیارک ۲۲۹۹۰۰
سیارک ۲۲۹۹۰۰ (به انگلیسی: 229900 Emmagreaves، نامگذاری:2009VO42)۲۲۹۹۰۰مین سیارک کشف شده‌است که در ۱۴ نوامبر ۲۰۰۹ کشف شد.